# エルヴァイラ
『エルヴァイラ』（原題: Elvira, Mistress of the Dark）は、1988年のアメリカ合衆国の映画。
B級ホラー映画の解説番組であるen:Elvira's Movie Macabreの司会者エルヴァイラを題材としたコメディホラー映画。
エルヴァイラ役だった、カサンドラ・ピーターソンが自ら演じている。なお、エルヴァイラはメイラ・ヌルミが演じたヴァンパイラのパロディ。
続編に『帰ってきたエルヴァイラ』（ELVIRA'S HAUNTED HILLS、2001年）がある。

## あらすじ
エキセントリックな美女で、テレビ司会者のエルヴァイラは、大伯母の遺産を相続することになったが、その遺産と言うのはボロ屋敷とプードル犬、そして奇妙な料理本だけだった。
エルヴァイラはボロ屋敷の改装に取り掛かるが、手伝った若者たちの暴走で凄まじいセンスに仕上がってしまい、周囲の住人の反感を買う。しかし気に入った彼女は、若者たちと意気投合。その後も何かと騒動を起こす彼女だが、やがて実は大伯母が魔女だった事、エルヴァイラ自身もその血を引いている事が判明する。

## キャスト
- エルヴァイラ：カサンドラ・ピーターソン（吹替：夏木マリ）
- W・モーガン・シェパード
- エディ・マックラーグ
- ダニエル・グリーン
- ジェフ・コナウェイ
- スーザン・ケラーマン

※テレビ放送：日本テレビ「金曜ロードショー」1992年8月21日

## 受賞歴

### ノミネート
- 第9回ゴールデンラズベリー賞最低主演女優賞[1]